# Regnbuepladsen

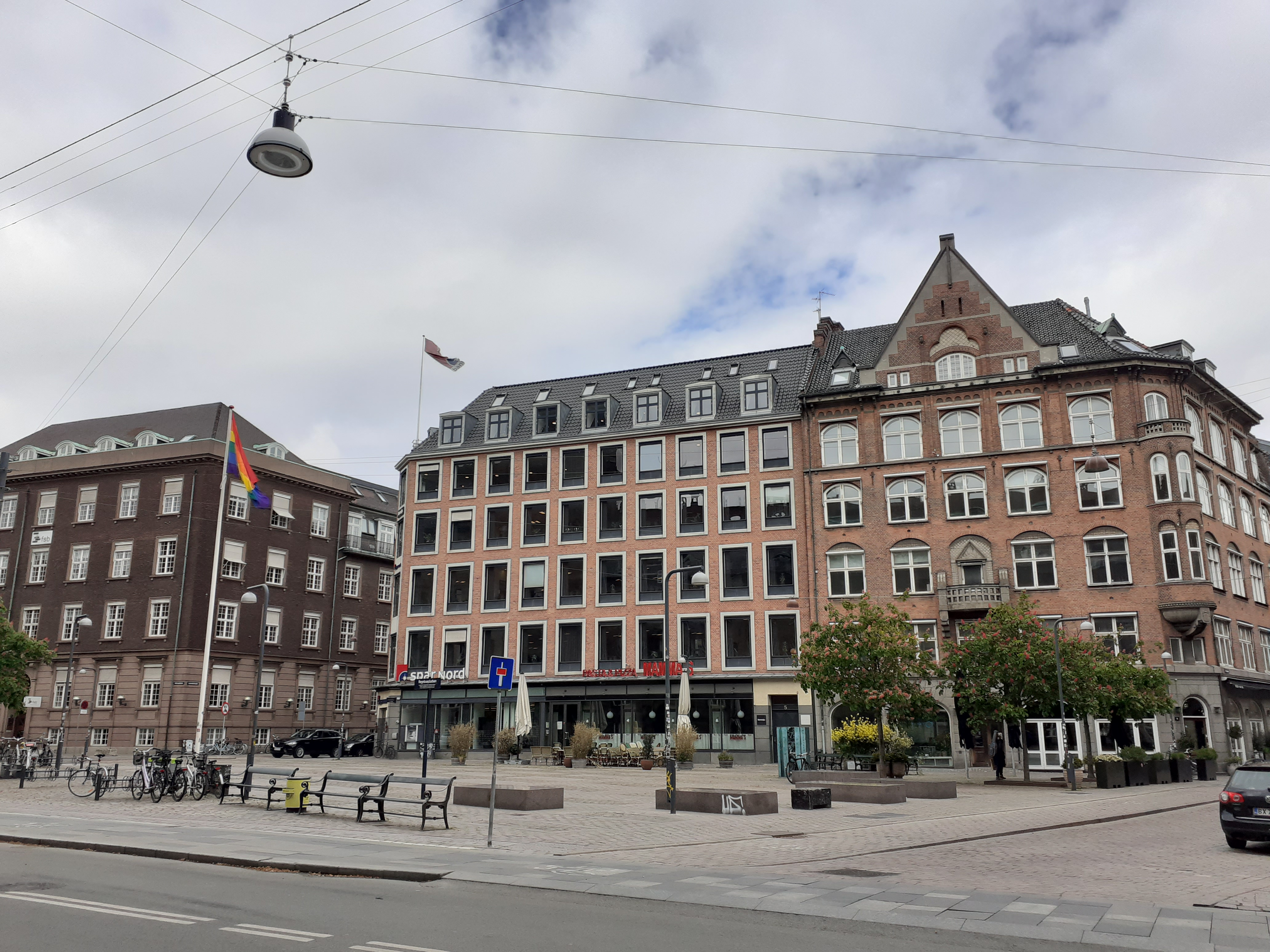
Regnbuepladsen sett från Vester Voldgade.

Regnbuepladsen är ett torg i Köpenhamn. Det var tidigare en del av Rådhuspladsen men fick  nytt namn 1 juli 2014 efter ett fullmäktigebeslut i Köpenhamns kommun.
Torget ligger mittemot kulturcenter Vartov på den del av Rådhuspladsen där skulpturen  Lurblæserne står och har fått sitt namn efter regnbågsflaggan. På torget  finns en talarstol i brons av skulptören Hein Heinsen, som har donerats av Ny Carlsbergfondet. På dess vänstra sida finns inskriptionen Rostra populi (folkets talarstol, efter Rostra på Forum Romanum) och på högra sidan inskriptionen Fællesskab & frihed. På baksidan står Ordet på 54 olika språk. Sedan 2017 vajar regnbågsflaggan över torget som också har en plantering av körsbärsträd.

## Bakgrund

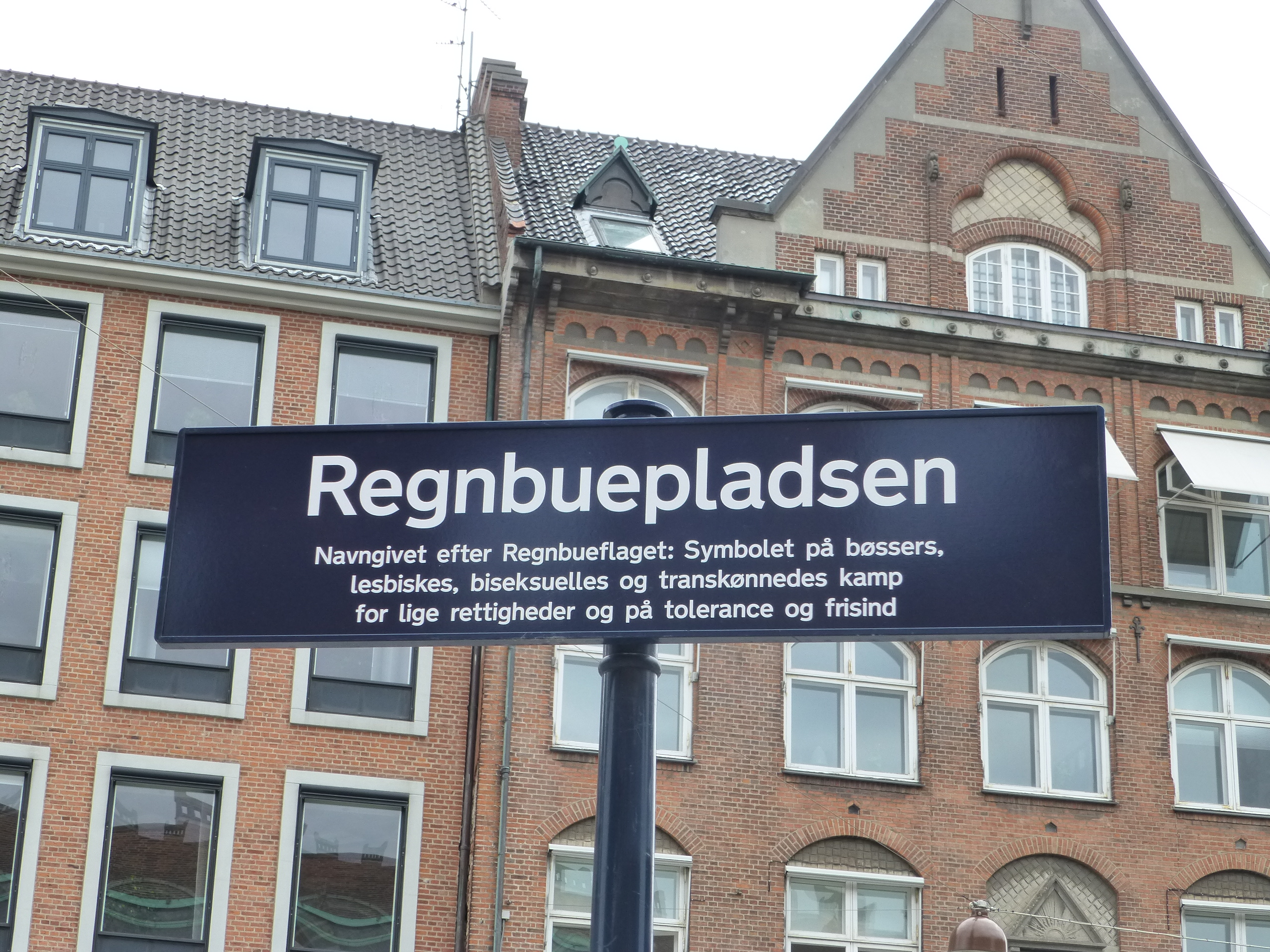
Informationsskylt på torget.

Politikerna i Köpenhamn önskade ett namn med anknytning till HBTQ-rörelsen. Det hade tidigare föreslagits att torget skulle uppkallas efter Axel Axgil, grundare av LGBT Danmark och den första i världen som ingick registrerat partnerskap, men det ansågs olämpligt. Ett annat förslag var att uppkalla torget efter den lesbiska skådespelaren Hannah Bjarnhof.